# John Bower (Skisportler)
John Ford Bower (* 8. November 1940 in Lewiston; † 6. Juni 2017 in Park City) war ein US-amerikanischer Skisportler, der im Skilanglauf und in der Nordischen Kombination aktiv war.
Bower, der das Middlebury College in Vermont besuchte und in den 1960er in der US-Armee war, gewann im Jahr 1961 die NCAA-Meisterschaft im Skilanglauf und wurde viermal US-amerikanischer Meister in der Nordischen Kombination (1963, 1966–68). Bei den Nordischen Skiweltmeisterschaften 1962 in Zakopane erreichte er jeweils den 16. Platz mit der Staffel sowie in der Nordischen Kombination und bei den Olympischen Winterspielen 1964 in Innsbruck den 13. Platz zusammen mit Mike Gallagher, Mike Elliott und Jim Shea mit der Staffel sowie den 15. Platz in der Nordischen Kombination. Zwei Jahre später errang er bei den Nordischen Skiweltmeisterschaften in Oslo den 17. Platz in der Nordischen Kombination. In seiner letzten Saison 1967/68 gewann in der Nordischen Kombination am Holmenkollen und belegte bei den Olympischen Winterspielen 1968 in Grenoble den 13. Platz in der Nordischen Kombination sowie den 12. Rang zusammen mit Mike Gallagher, Mike Elliott und Bob Gray in der Staffel. Nach seiner Karriere war er von 1968 bis 1975 Trainer in Middlebury und von 1975 bis 1980 nordischer Direktor beim US-Skiteam. Danach war er bis 1988 als Sportdirektor am Principia College in Illinois und von 1988 bis 1990 nochmals als nordischer Direktor beim US-Skiteam tätig. Zudem wurde er im Jahr 1969 in die U.S. Ski Hall of Fame aufgenommen. Sein Sohn Ricky Bower war als Snowboarder aktiv und wurde im Jahr 1999 Weltmeister in der Halfpipe.